# Арка Чаренца
Арка Чаренца — туристическая достопримечательность в селе Вохчаберд Котайкской области Армении по дороге из Еревана в Гарни, мемориальная смотровая площадка с видом на Арарат, архитектурный каприз. В 2003 году включена в список недвижимых памятников истории и культуры Вохчаберда под номером 6.52/7.

## История
В середине 1950-х годов архитектор Рафаел Исраелян из окна машины заметил, что с холма неподалёку от села Вохчаберд открывается красивый вид на гору Арарат. Поднявшись на холм, Исраелян решил, что необходимо на этом месте организовать смотровую площадку с аркой. 

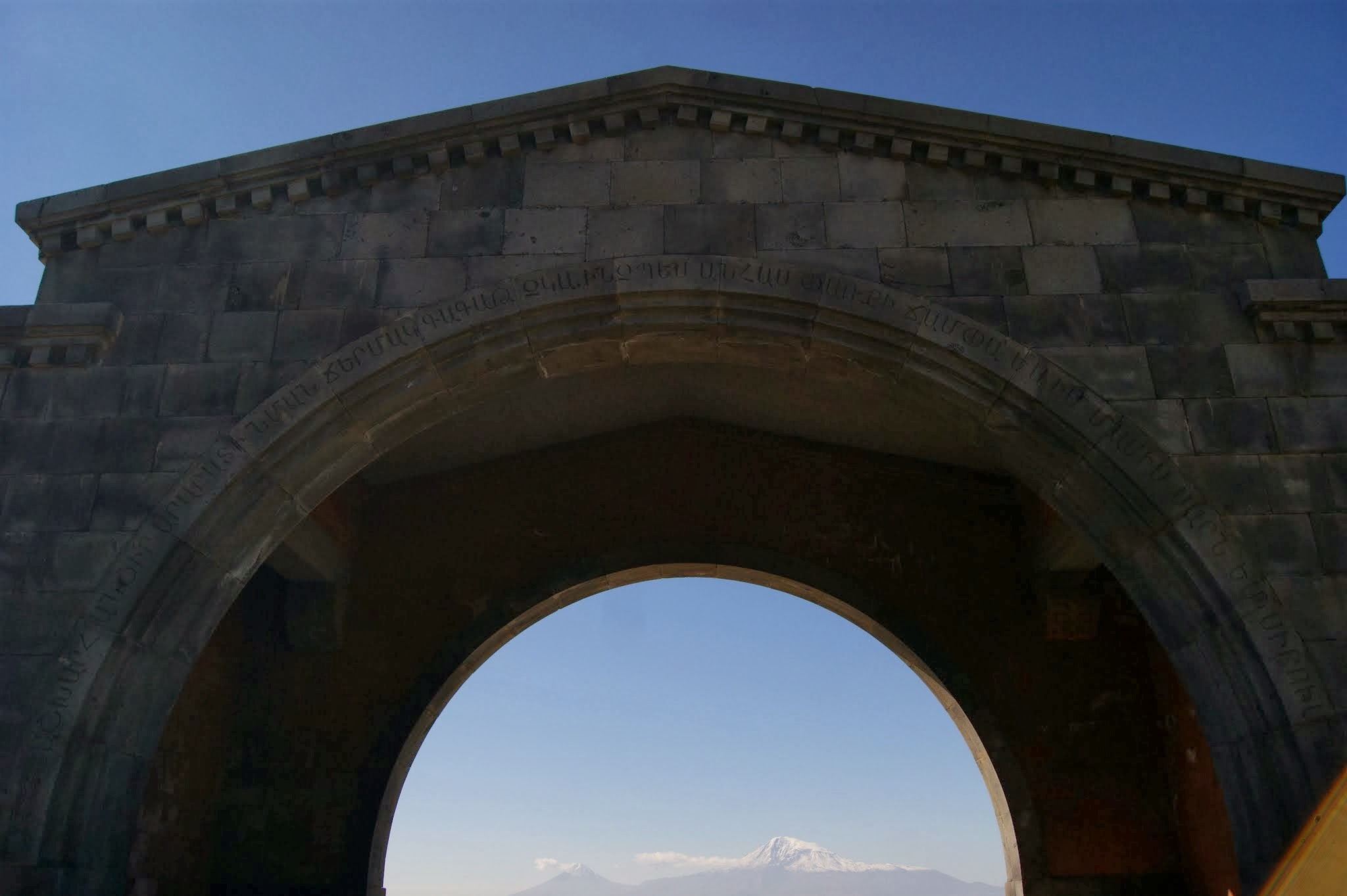
Строки Чаренца на арке

В 1957 году Исраелян осуществил своё намерение и посвятил сооружение армянскому поэту Егише Чаренцу. На камнях арки были вырезаны строки из стихотворения Чаренца «Я люблю мою милую Армению»:
Обойди весь мир, не найдёшь вершины белее Арарата.
Как недостижимую дорогу к славе, люблю я гору Масис.
На одном из эскизов арки Исраэлян написал слова «храм Масиса», намекающие на поклонение горе Арарат. Помимо названия «Арка Чаренца», сооружение имеет и второе название — «Арка Арарата». В светлое время суток из арки видна гора Арарат. 
С аркой связан ряд легенд, в частности, о том, что сам Чаренц любил наведываться в это место и смотреть отсюда на Арарат. По другой легенде считается, что Чаренца расстреляли и похоронили на этом месте в годы Большого террора (на самом деле он умер в тюремной больнице; точная причина смерти, а также место его захоронения неизвестны).

## Архитектура
Арка представляет собой сооружение прямоугольного плана шириной 10 метров, длиной 5,5 метров и высотой 5 метров. На северном и южном фасадах имеются арочные проёмы радиусом 3,5 м. Плоскость стены над арками завершает традиционная для армянской архитектуры двускатная крыша, опирающаяся на профилированный карниз. Арка построена из базальта, внутренняя обшивка выполнена из оранжевого туфа. В центре сооружения находится каменная скамейка.

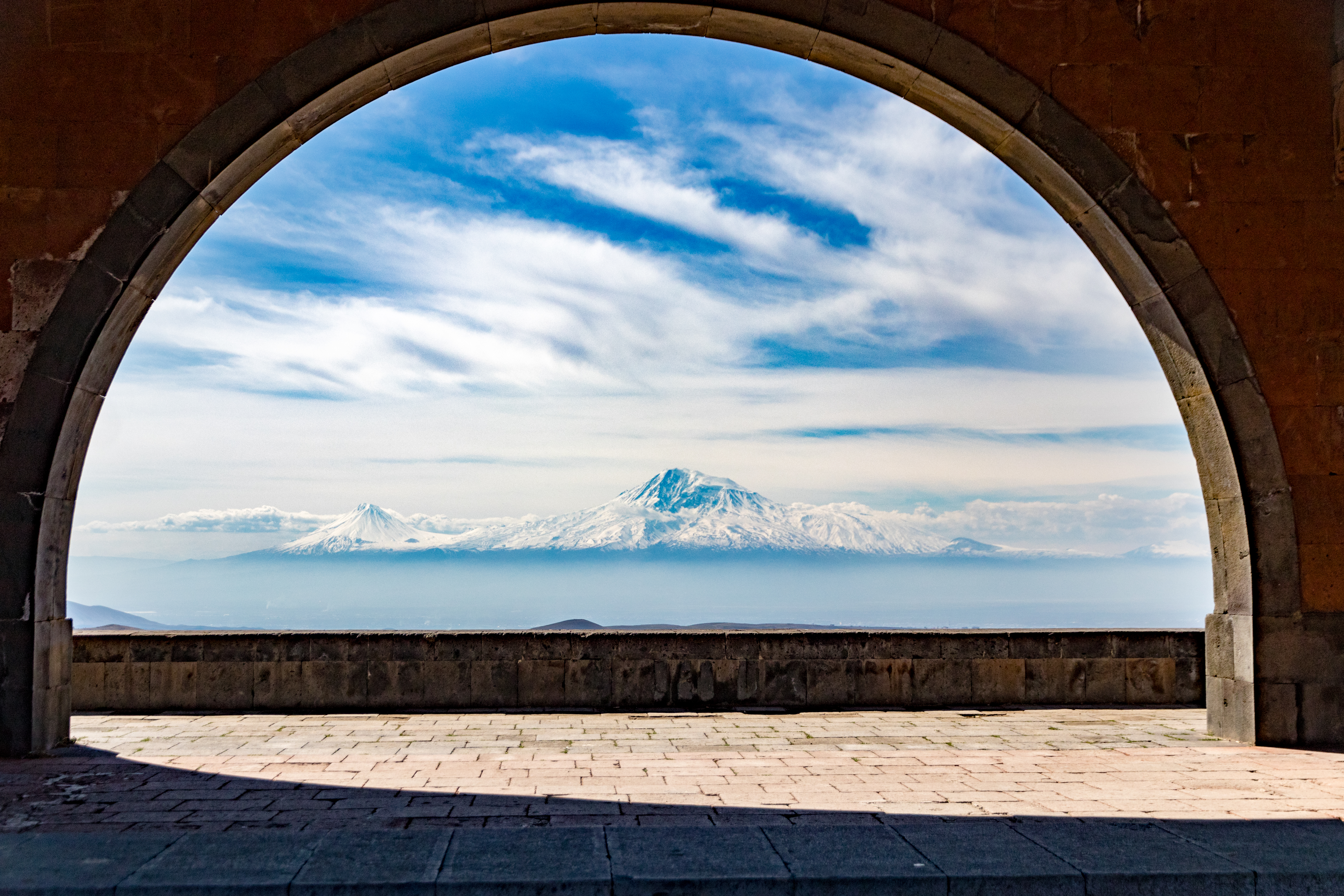
Вид на Арарат из арки Чаренца (третий план)

В конструкции арки Исраелян использовал «кинематографический» приём раскрытия композиции из четырёх «планов» (ракурсов):
- первый план — панорама, раскрывающая с дороги. Отсюда виден каскад лестниц, ведущих к арке, но Арарата не видно, и назначение сооружения остаётся неизвестным.
- второй план раскрывается при подъёме: сперва становится видна отдалённая часть арки, а затем в ней постепенно поднимается вершина горы Арарат.
- третий план считается основным: присев на скамью, посетитель наблюдает гармоничный вид на Арарат в полукружье арки.
- четвёртый план: наблюдатель проходит через арку на территорию, наполненную солнцем, и видит Арарат в окружении природы, отчего он кажется более массивным.

## В искусстве
В 1958 году Мартирос Сарьян нарисовал картину «Арарат и арка Чаренца». Сам Сарьян говорил о своей работе:
…Я нарисовал далекую землю, воздух, как волны, чтобы достичь широкого, незрелого объятия природы, как пел поэт. Я всегда испытывал это чувство перед нашей природой. Однако с этой точки зрения Арарат чрезвычайно впечатляющ и очень похож душой на Чаренца».

## Галерея

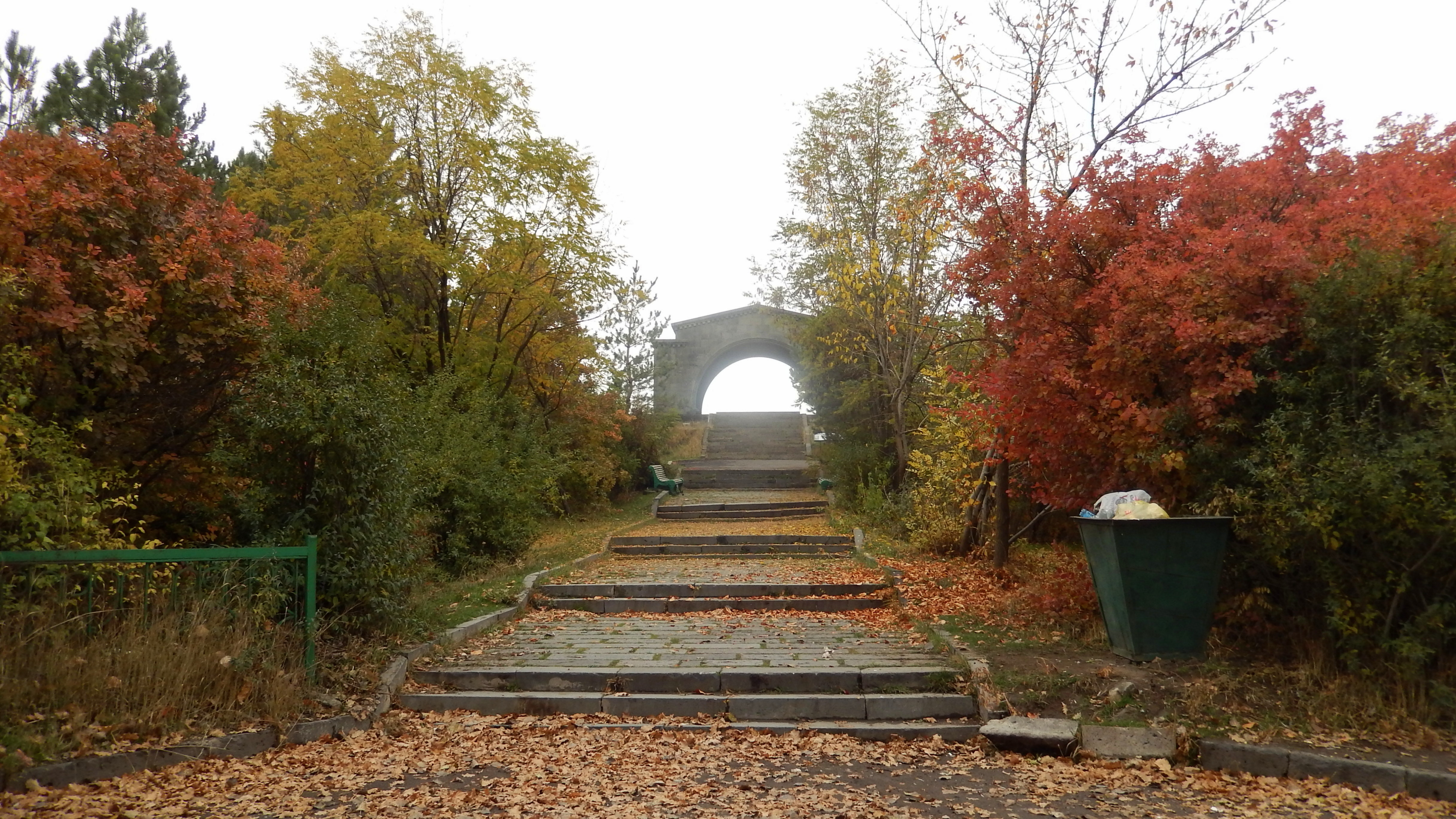
Вид на арку от подножия лестницы
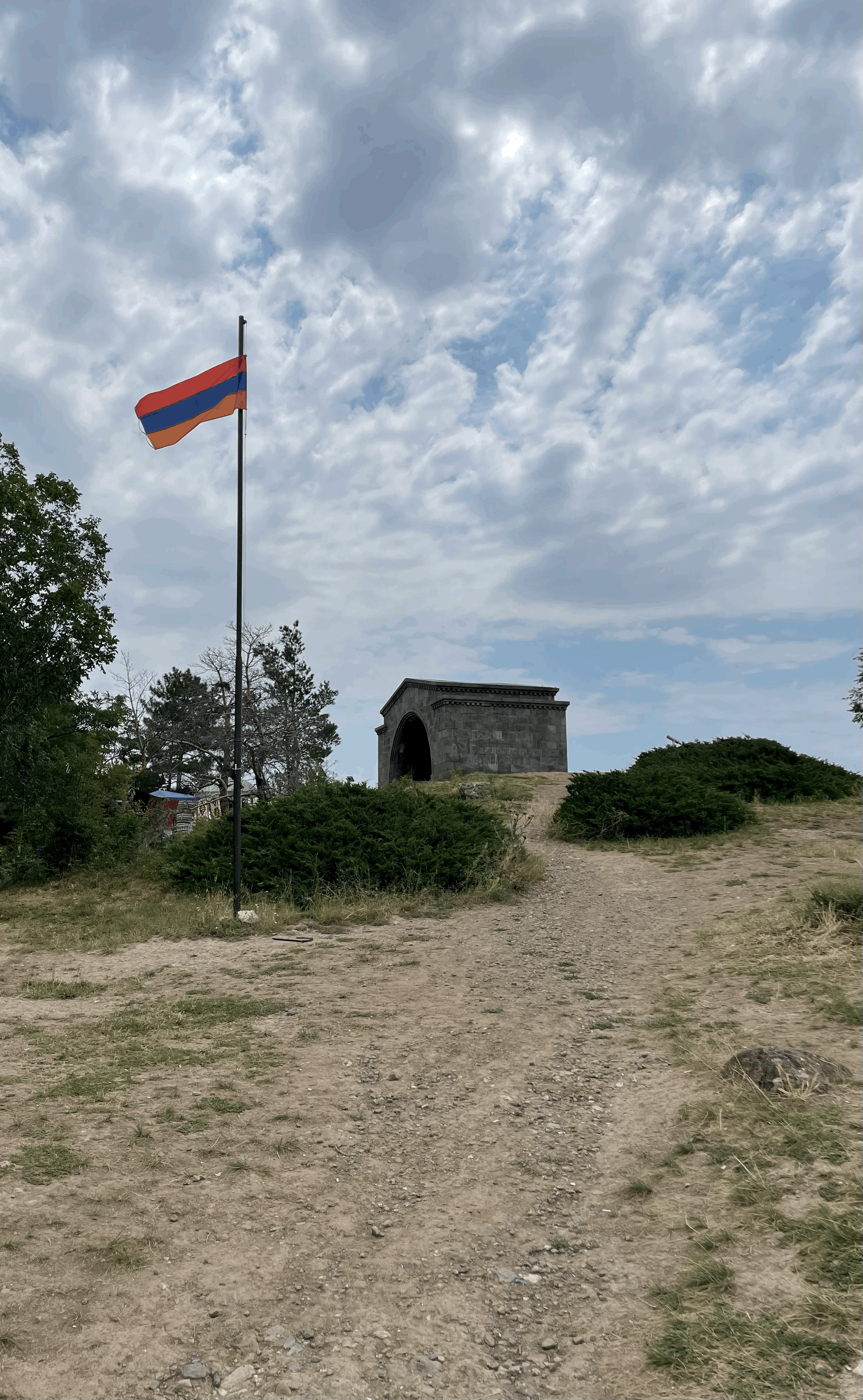
Подход к арке
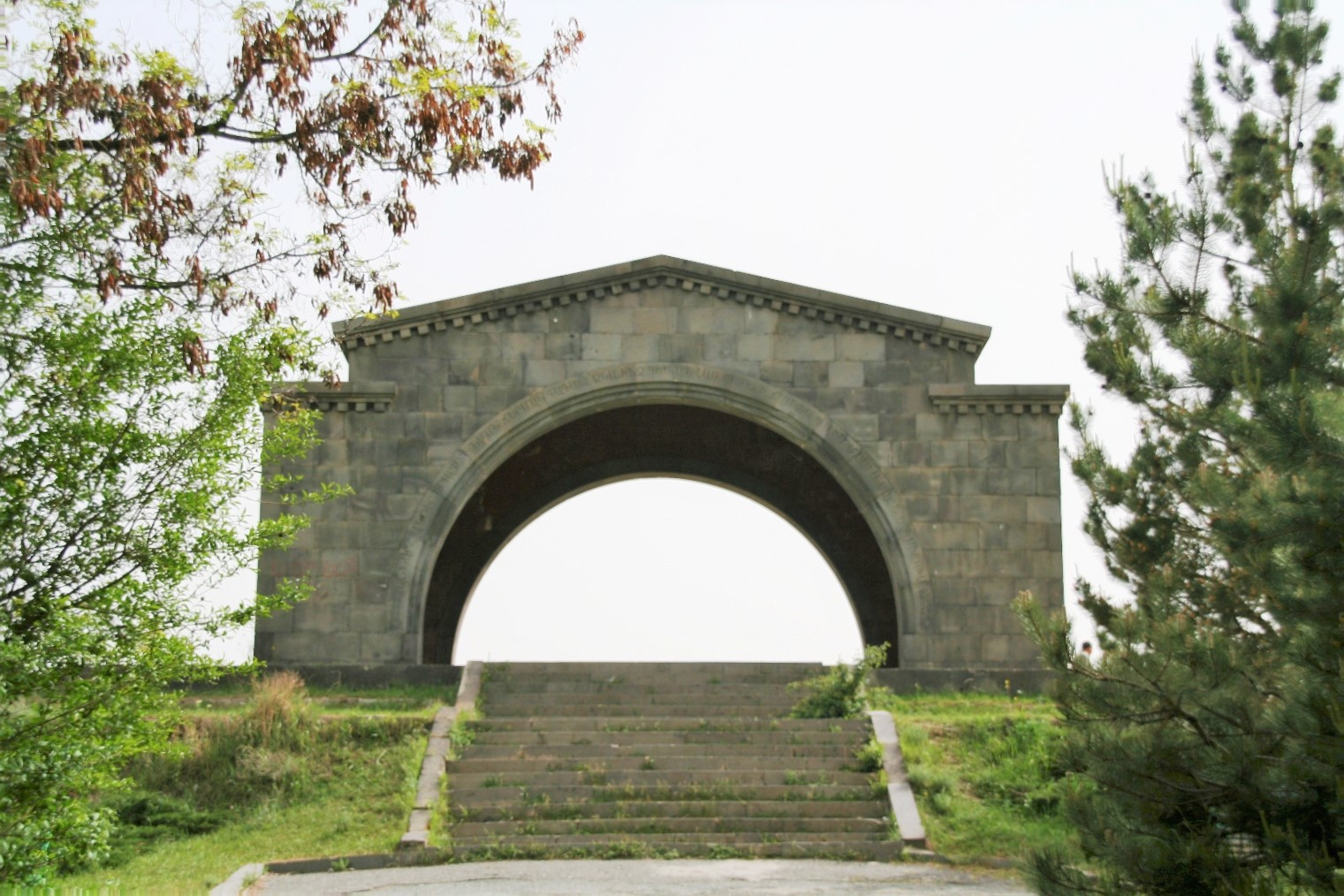
Вид на арку
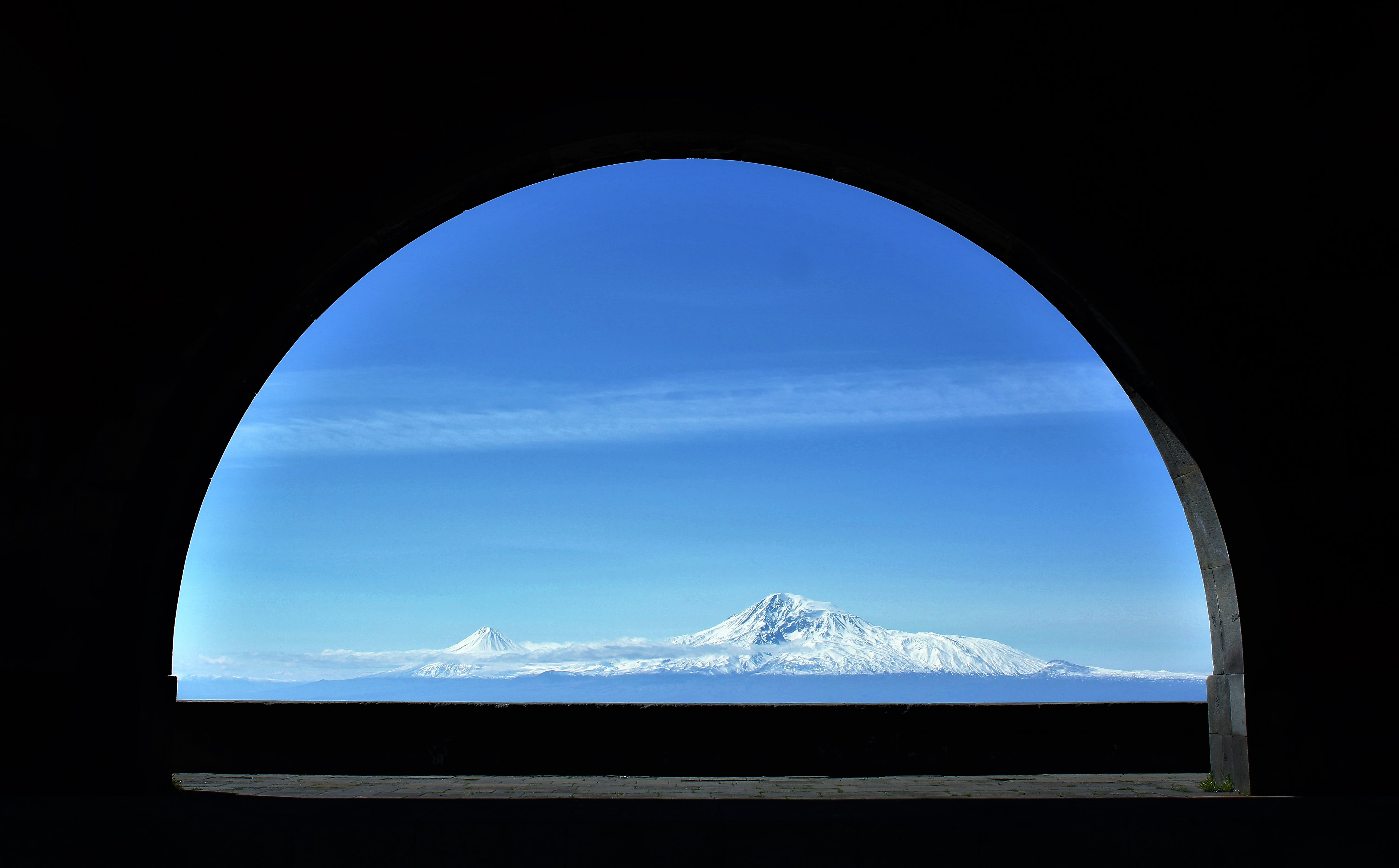
Вид на Арарат из арки (третий план)
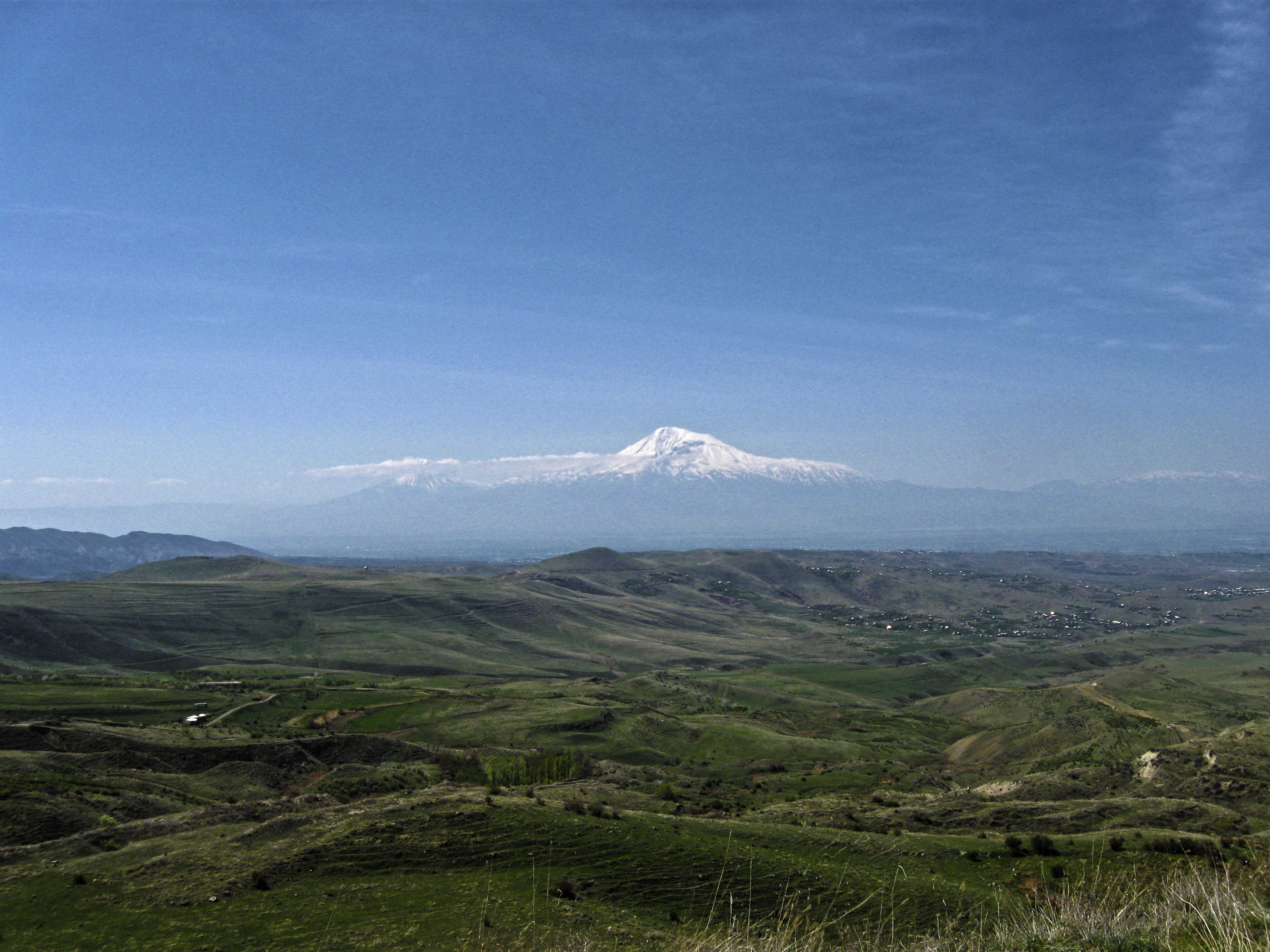
Вид на Арарат из арки (четвёртый план)